# فرانک پترسن
فرانک پترسن (Frank Peterson) تولیدکنندهٔ موسیقی آلمانی است که با کارهایش با انیگما و هنرمندانی چون سارا برایتمن، گریگورین و پرینسسا شناخته شده‌است.

## تاریخچه
پترسن در ۲۰ دسامبر ۱۹۶۳ در Geesthacht که در حومهٔ هامبورگ قرار دارد متولد شد. او در بچگی خودش پیانو و keyboard زدن را آموخت و سپس به کار در یک مغازهٔ موسیقی ادامه داد. در این‌جا بود که او مایکل کرتو را ملاقات کرد و به کیبوردیست اصلی ساندرا تبدیل شد و به طرز برجسته‌ای در ترانهٔ مشهور او، Maria Magdalena ظاهر شد.
او برای چند سال دیگر عضوی از باند ساندرا بود و سپس با خانوادهٔ کرتو به ایبیزا رفت. در آن‌جا او در پروژهٔ جدید کرتو، انیگما تحت نام F. Gregorian شرکت کرد. پترسن در آلبوم اولیهٔ آن‌ها، MCMXC aD مشارکت داشت و آهنگ‌ساز چند ترانه بود.
پترسن، انیگما را در سال ۱۹۹۱ ترک کرد و کار در گریگورین، یک پروژهٔ موسیقی که به وسیلهٔ Thomas Schwarz و Matthias Meissner ایجاد شده بود را دنبال کرد. آوازهای زنانه برای آلبوم به وسیلهٔ The Sisters of Oz - یک همکاری تشکیل شده از Birgit Freud و Susana Espelleta که در آن زمان همسر پترسن بود- فراهم آمده بود. خیلی زود، او سارا برایتمن، soprano (کسی که بالاترین مرتبهٔ صدایی انسانی را دارد) انگلیسی را ملاقات کرد و از آلبوم Dive برایتمن در همهٔ کارهای او شرکت داشت.
گریگورین، بعدها در حرفهٔ او به عنوان گروهی که آوازهای مناجاتی ترانه‌های مشهور را می خواند بازآفرینی شد. الهام‌گرفتن‌های پترسن، همان گونه که او در یکی از مصاحبه‌هایش بیان کرده، در حال نزدیکی به هزارهٔ جدید و فضای روحانی آن بوده‌است.
در سال ۱۹۹۷، پترسن با افرا هازا (Ofra Haza)، خوانندهٔ اسرائیلی همکاری کرد و تهیه‌کنندگی آخرین آلبوم او، Ofra Haza را برعهده گرفت. این آلبوم در اروپا و ایالات متحدهٔ آمریکا موفق بود.
سایر هنرمندانی که پترسن با آن‌ها کار کرده شامل پرینسسا (Princessa)، بنفشه (Violet) و Sinsual می‌باشند.